# Moran Bay Patrol Cabin
La Moran Bay Patrol Cabin est une station de rangers du comté de Teton, dans le Wyoming, aux États-Unis. Protégée au sein du parc national de Grand Teton, elle est inscrite au Registre national des lieux historiques depuis le 25 août 1998.